# Carina Vance Mafla
Carina Isabel Vance Mafla (sinh năm 1977) là cựu Bộ trưởng Bộ Y tế Công cộng của Ecuador. Vance được sinh ra ở Oakland, California. Bà đến trường trung học ở Ecuador và học đại học ở Hoa Kỳ. Sau khi theo học tại Williams College để lấy bằng đại học  và lấy bằng thạc sĩ về sức khỏe cộng đồng tại Đại học California, Berkeley, bà trở lại Ecuador vào năm 2004.
Vance là người đồng tính nữ công khai. Bà dành thời gian ở Châu Âu khi còn là một bà gái, ở đó, ở tuổi mười ba, bà và bạn gái đầu tiên đã bị tấn công bởi những thanh niên đồng bóng. Vance đã bắt đầu hiểu và chấp nhận danh tính của bà là một người đồng tính nữ, nhưng nói rằng sự cố này "không chỉ là một khám phá về đồng tính luyến ái của tôi, mà còn là phản ứng của xã hội đối với nó."  Sau đó, bà làm việc như một nhà hoạt động cho quyền của người đồng tính nữ, đồng tính nam, song tính và chuyển giới (LGBT) và là giám đốc điều hành của Fundación Causana, một tổ chức quyền của người đồng tính nữ.
Vance được Tổng thống Rafael Correa bổ nhiệm vào Nội các vào tháng 1 năm 2012, sau khi người tiền nhiệm David Chiriboga từ chức trong bối cảnh lo ngại rằng ông không thể khắc phục các vấn đề trong hệ thống chăm sóc sức khỏe quốc gia của Ecuador. Vance tuyên bố ý định của mình để đóng cửa hệ thống "phòng khám" tôn giáo mà nói họ có thể "chữa bệnh" đồng tính nam và đặc biệt là đồng tính nữ đồng tính luyến ái của họ và vốn đã được báo cáo để tra tấn tù nhân về thể chất lẫn tâm lý và để giữ họ trái với ý muốn của họ. Fundacion Causana đã làm việc để đóng các loại tổ chức này trong mười năm. Khi một mạng lưới gần 200 "phòng khám" bất hợp pháp như vậy được phát hiện ra bốn năm trước đó, tổ chức của Vance và các quyền LGBT khác và các tổ chức tiến bộ đã gây áp lực buộc chính phủ của Correa phải đóng cửa chúng. Điều này dẫn đến việc đóng cửa ba mươi phòng khám như vậy vào tháng 9 năm 2011  và một kế hoạch, được trình bày bởi Chiriboga trước khi ông từ chức, để tiếp tục công việc. Không lâu sau đó Vance đã được bổ nhiệm vào nội các, Bộ đột kích ba của "phòng khám tra tấn" gần Quito và giải cứu hàng chục phụ nữ. bà cũng thảo luận về kế hoạch cải tổ chính quyền của các bệnh viện của đất nước.